# George Leo Thomas
George Leo Thomas (Anaconda, 19 maggio 1950) è un arcivescovo cattolico statunitense, dal 30 maggio 2023 arcivescovo metropolita di Las Vegas.

## Biografia
Monsignor George Leo Thomas è nato ad Anaconda, Montana, il 19 maggio 1950 ed è il secondo dei cinque figli di George Thomas e Mary (nata Cronin).

### Formazione e ministero sacerdotale
Cresciuto a Butte, si è diplomato alla Butte Central Catholic High School nel 1968. La sua famiglia si è poi trasferita a Bellevue, Washington. Ha proseguito gli studi al Carroll College di Helena dove nel 1972 ha conseguito la laurea in letteratura. È poi entrato nel seminario "San Tommaso" di Seattle dove nel 1976 ha conseguito un Master of Divinity.
Il 22 maggio 1976 è stato ordinato presbitero per l'arcidiocesi di Seattle da monsignor Raymond Gerhardt Hunthausen. In seguito è stato vicario parrocchiale della parrocchia della Sacra Famiglia a Kirkland e nella cattedrale di San Giacomo a Seattle. Allo stesso tempo è stato cappellano della prigione della contea di King e del convento delle Suore Missionarie del Sacro Cuore di Seattle. Per dieci anni è stato presidente del consiglio di amministrazione di Catholic Community Services. Nel 1981 si è iscritto alla scuola di specializzazione presso l'Università del Washington dove ha conseguito un master's degree in counseling e salute mentale di comunità nel 1983. Nel 1986 ha conseguito il dottorato di ricerca in storia, specializzandosi nella storia delle missioni del Nord-ovest Pacifico.
Nel 1987 è stato nominato amministratore parrocchiale della parrocchia del Sacro Cuore a Bellevue, cancelliere arcivescovile e vicario generale. Nel giugno del 1997, dopo la morte di monsignor Thomas Joseph Murphy, è stato eletto amministratore diocesano.

### Ministero episcopale

#### Vescovo ausiliare di Seattle
Il 19 novembre 1999 papa Giovanni Paolo II lo ha nominato vescovo ausiliare di Seattle e titolare di Vagrauta. Ha ricevuto l'ordinazione episcopale il 28 gennaio successivo nella cattedrale di San Giacomo a Seattle dall'arcivescovo metropolita di Seattle Alexander Joseph Brunett, co-consacranti il vescovo di Spokane William Stephen Skylstad e quello di Yakima Carlos Arthur Sevilla.
Ha continuato a ricoprire gli incarichi di cancelliere arcivescovile e vicario generale.

#### Vescovo di Helena

Stemma di monsignor Thomas come vescovo di Helena.

Il 23 marzo 2004 papa Giovanni Paolo II lo ha nominato vescovo di Helena. Ha preso possesso della diocesi il 4 giugno successivo.
In quanto vescovo di quella sede è stato anche cancelliere del Carroll College e membro del suo consiglio di fondazione. Ha fatto parte anche del consiglio di amministrazione della Fondazione per la diocesi di Helena, della Conferenza cattolica del Montana, dei servizi sociali cattolici, dell'Associazione ecclesiastica del Montana e dei servizi di soccorso cattolici per il quale ha ricoperto il ruolo di presidente del comitato operativo degli Stati Uniti d'America. È stato anche membro del consiglio episcopale del seminario di Mount Angel, del consiglio di amministrazione del seminario teologico "San Giovanni Maria Vianney, del comitato di governo della Catholic Health Association e del comitato esecutivo dell'associazione sanitaria cattolica.
Nell'aprile del 2012 ha compiuto la visita ad limina.

#### Vescovo, poi arcivescovo di Las Vegas
Il 28 febbraio 2018 papa Francesco lo ha nominato vescovo di Las Vegas. Ha preso possesso della diocesi il 15 maggio successivo.
In seno alla Conferenza dei vescovi cattolici degli Stati Uniti fa parte del comitato ad hoc per i nativi americani cattolici ed è stato membro del consiglio per il Collegio americano dell'Immacolata Concezione di Lovanio.
Il 30 maggio 2023 la diocesi di Las Vegas è stata elevata al rango di sede metropolitana da papa Francesco e ne è diventato il primo arcivescovo metropolita. Il 2 ottobre seguente gli è stato imposto il pallio dal cardinale Christophe Pierre, nunzio apostolico negli Stati Uniti d'America.
Oltre all'inglese, conosce lo spagnolo.

## Genealogia episcopale e successione apostolica
La genealogia episcopale è:
- Cardinale Scipione Rebiba
- Cardinale Giulio Antonio Santori
- Cardinale Girolamo Bernerio, O.P.
- Arcivescovo Galeazzo Sanvitale
- Cardinale Ludovico Ludovisi
- Cardinale Luigi Caetani
- Cardinale Ulderico Carpegna
- Cardinale Paluzzo Paluzzi Altieri degli Albertoni
- Papa Benedetto XIII
- Papa Benedetto XIV
- Papa Clemente XIII
- Cardinale Bernardino Giraud
- Cardinale Alessandro Mattei
- Cardinale Pietro Francesco Galleffi
- Cardinale Giacomo Filippo Fransoni
- Cardinale Carlo Sacconi
- Cardinale Edward Henry Howard
- Cardinale Mariano Rampolla del Tindaro
- Cardinale Rafael Merry del Val
- Cardinale Giovanni Vincenzo Bonzano
- Arcivescovo Edward Joseph Hanna
- Arcivescovo John Joseph Cantwell
- Arcivescovo Joseph Thomas McGucken
- Cardinale Timothy Manning
- Cardinale William Joseph Levada
- Arcivescovo Alexander Joseph Brunett
- Arcivescovo George Leo Thomas

La successione apostolica è:
- Vescovo Gregory William Gordon (2021)

## Araldica
| Stemma                                 | Descrizione |
| -------------------------------------- | --- |
| George Leo Thomas Vescovo di Las Vegas | In conformità con la tradizione araldica della Chiesa cattolica romana, lo stemma di un vescovo è normalmente composto da uno scudo con le sue cariche (simboli) provenienti da significati familiari, geografici, religiosi e storici e/o che si riferiscono al nome del vescovo; una croce processionale dorata, con una barra trasversale, che rappresenta il rango del vescovo, posta dietro lo scudo; un galero verde con sei nappe per lato e una pergamena con il motto. Secondo la tradizione araldica ecclesiastica dei paesi anglosassoni, lo stemma del vescovo è impalato con quello della diocesi a simboleggiare la relazione tra l'uomo e l'ufficio che ricopre. Nella parte sinistra dello scudo è rappresentato lo stemma dell'arcidiocesi di Las Vegas che è composto da quattro sezioni principali. La prima e principale sezione del disegno è un campo oro che riflette l'arida regione desertica degli Stati Uniti sud-occidentali e in particolare del Nevada, che costituisce la maggior parte della diocesi. Questo campo è circondato da un capo frastagliato blu che offre una rappresentazione simbolica delle molte montagne del paesaggio sotto il cielo blu intenso. La terza parte è costituita da barre ondulate blu e argento alla base del disegno. Queste onorano il fiume Colorado, le cui acque sono una parte molto significativa della regione. Infine, al centro del disegno, vi è un albero di Joshua, tecnicamente noto come Yucca brevifolia, una pianta originaria di quelle terre. Questo particolare tipo di albero di yucca è chiamato Joshua Tree a causa delle foglie a forma di spada e di arti distesi, che ricordano la postura del profeta Giosuè mentre puntava la lancia contro la città di Ai, come riportato nell'Antico Testamento (Giosuè 8,18). Nella parte destra dello scudo è rappresentato lo stemma personale di monsignor George Leo Thomas. Ha conservato il disegno che aveva adottato per riflettere la sua vita e la sua eredità di sacerdote e di vescovo e che aveva scelto quando era stato nominato vescovo. Su un campo argentato è posta una croce blu che contiene il simbolo centrale del tema del disegno e che viene ulteriormente portato avanti dal motto episcopale, un cero pasquale. Dopo l'accensione del fuoco durante il servizio della Veglia pasquale, mentre il diacono porta il cero pasquale appena acceso nella chiesa oscurata, come simbolo del Cristo risorto, intona, per tre volte, la frase che Sua Eccellenza, il vescovo Thomas ha selezionato come motto del suo episcopato: "Cristo nostra luce". Questa luce, sempre accesa durante il periodo liturgico pasquale, che è data a ogni nuovo battezzato e che si vede anche durante i riti della sepoltura cristiana, è simbolica del fatto che la luce della salvezza di Cristo risorto è in ogni cattolico e viene portato dalla nascita alla morte come faro e sostegno nel viaggio di ogni persona. È Lui, Cristo, questa luce. Questa è la forza che guida il vescovo Thomas quando egli amministra il Santo Popolo di Dio nella pienezza del sacerdozio come vescovo. All'interno dei quarti dello scudo che vengono creati dalla croce vi sono diversi disegni. In alto a sinistra sono presenti una pala e un piccone verde, per onorare l'eredità irlandese della madre del vescovo, Mary Rita Cronin, nata in una famiglia di minatori della contea di Cork, in Irlanda, che poi si sono trasferiti nel Michigan e nel Montana. In basso vi sono due covoni di grano, come appaiono al naturale, per indicare che la famiglia del padre del vescovo, che erano contadini. I covoni sono due per onorare il patrono battesimale del vescovo il cui nome significa "gemello". In alto a destra vi è una M in blu, per onorare la Beata Vergine Maria, nel titolo di Nostra Signora del Perpetuo Soccorso. Maria sostiene la vita di ogni chierico nella Chiesa. Ella è sempre lì, come la nostra "altra madre", che guida ognuno di noi nel seguire la luce di Cristo. |